# Vincent Péricard
Vincent de Paul Péricard, född 3 oktober 1982 i Efok, Kamerun, är en kamerunsk fotbollsspelare, för närvarande i den engelska klubben Moneyfields FC. Han har spelat i bland annat Stoke City, där han gjorde mål i sin debutmatch mot Derby County. Han har tidigare även spelat för bland annat Saint-Étienne, Juventus och Portsmouth.
Den 14 mars 2008 flyttade han till Southampton FC på lån.